# Primera División Uruguaya 1957
Il campionato era formato da dieci squadre e il Nacional vinse il titolo.

## Classifica finale
| Pos. | Squadra              | G  | V | N | P | GF | GS | Punti |
| ---- | -------------------- | -- | - | - | - | -- | -- | ----- |
| 1    | Nacional             | 18 | 9 | 6 | 3 | 30 | 14 | 24    |
| 2    | Peñarol              | 18 | 9 | 3 | 6 | 39 | 34 | 21    |
| 3    | Defensor             | 18 | 8 | 4 | 6 | 41 | 33 | 20    |
| 4    | Fénix                | 18 | 8 | 3 | 7 | 31 | 33 | 19    |
| 5    | Cerro                | 18 | 7 | 3 | 8 | 35 | 40 | 17    |
| 6    | Danubio              | 18 | 5 | 6 | 7 | 22 | 22 | 16    |
| 7    | Montevideo Wanderers | 18 | 5 | 6 | 7 | 23 | 24 | 16    |
| 8    | Liverpool            | 18 | 7 | 2 | 9 | 25 | 29 | 16    |
| 9    | Rampla Juniors       | 18 | 5 | 6 | 7 | 26 | 32 | 16    |
| 10   | Racing Montevideo    | 18 | 5 | 5 | 8 | 21 | 32 | 15    |

G = Partite giocate; V = Vittorie; N = Nulle/Pareggi; P = Perse; GF = Goal fatti; GS = Goal subiti; 

## Classifica marcatori
| Gol |  |  | Giocatore        | Squadra  |
| --- |  |  | ---------------- | -------- |
| 16  |  |  | Walter Hernández | Defensor |